# Stewardson
Le village de Stewardson est situé dans le comté de Shelby, dans l’État de l’Illinois, aux États-Unis. Sa population s’élevait à 734 habitants lors du recensement de 2010, estimée à 721 habitants en 2016.